# 比森
比森（德语、法语：Bissen）是卢森堡中部的一个市镇和小镇，属于梅尔施县。比森坐落在阿尔泽特河畔。 